# Atenție, nu ne supărați
Atenție, nu ne supărați (în italiană ...altrimenti ci arrabbiamo!, în spaniolă Y si no, nos enfadamos, în engleză Watch Out, We're Mad!) este un film de comedie italo-spaniol din anul 1974, regizat de Marcello Fondato și în care rolurile principale sunt interpretate de Bud Spencer și Terence Hill. 
În acest film cei doi câștigă o mașină roșie ca premiu la o cursă de automobilism și se întrec între ei pentru a decide cine va fi proprietarul mașinii. Dar mașina este distrusă de oamenii unui mafiot, iar cei doi se duc la mafiot să-i ceară să le dea o altă mașină în loc, amenințându-l că în caz contrar se vor supăra. În loc să le dea mașina, mafiotul trimite pe urmele lor câțiva bătăuși și apoi un criminal plătit, dar aceștia sunt bătuți măr. Cei doi se enervează atunci de-adevăratelea și se duc să-l caute pe mafiot la restaurantul acestuia pe care-l distrug. Mafiotul decide atunci să le dea fiecăruia câte o mașină roșie pentru a-i calma.

## Rezumat
Mecanicul auto Ben (Bud Spencer) și șoferul de camion Kid (Terence Hill), ambii pasionați de automobilism, sunt doi prieteni vechi care se întrec într-o cursă de raliu al cărei premiu este un Dune Buggy roșu cu capotă galbenă construit de Puma.  Câștigători ex aequo, după o cursă frenetică, ei primesc mașina roșie ca premiu. Cum împărțirea mașinii iese din calcul, ei decid să se întreacă pentru mașină într-un concurs de mâncat cârnăciori și de băut bere. 
În timpul competiției, o bandă de bătăuși care lucrează pentru un speculator imobiliar cunoscut sub numele de Il Padrino (John Sharp) distrug localul unde se aflau cei doi ca un avertisment pentru locuitorii din zonă în care există un parc de distracții că bossul vrea ca acesta să fie demolat. Printre altele, mafioții distrug și mașina roșie, care arde după ce a fost lovită de mașina unuia dintre agresori.
Ben și Kid îl vizitează pe boss, cerându-i acestuia să le dea o mașină identică cu cea distrusă de oamenii săi. Nașul, sfidător, îi întreabă: "Și dacă refuz?", la care Kid, după un moment de ezitare, răspunde: "Dacă refuzi, ne supărăm!", o expresie care a dat naștere numelui filmului.
Inițial, bossul mafiot consideră că oamenii săi vor putea rezolva cu ușurință această problemă. Cu toate acestea, pe măsură ce trece timpul, insistența lui Ben și Kid și capacitatea lor de face față atacurilor agresorilor îl face pe mafiot să ia măsuri și să angajeze un ucigaș poreclit Paganini (Manuel de Blas) pentru a-i elimina, la sfatul consilierului său, doctorul psiholog (Donald Pleasence). Paganini, care nu spune un cuvânt în tot filmul, nu va reuși să-și execute sarcina, fiind dezarmat de Kid în timpul repetiției corului pompierilor, dirijat de excentricul Emilio Laguna.
Când Ben și Kid au decis să renunțe la încercarea lor de a-și recupera mașina roșie, mafioții l-au bătut pe Geremia (Luis Barbero), prietenul lui Ben, care a lucrat ca bucătar la restaurantul bossului și a fost considerat ca șef al bandei formată din Ben și Kid.
Reacția protagoniștilor a constat într-o ultimă bătaie administrată mafioților la restaurantul bossului, după care șeful mafioților le-a dat fiecăruia dintre ei câte o mașină de curse roșie cu capotă galbenă, în locul aceleia care a ars, și a promis că va renunța la intenția sa de a demola parcul de distracții din cartierul în care locuiesc cei doi.
În ultima scenă a filmului, în timp ce își conduc cu plăcere mașinile, din cauza neatenției lui Kid care a salutat o fată, cele două mașini s-au ciocnit una de alta, iar mașina lui Ben a luat foc. Așa că cei doi au decis să joace singura mașină roșie cu capotă galbenă într-un nou concurs de mâncat cârnăciori și de băut bere.

## Distribuție
- Bud Spencer - Ben
- Terence Hill - Kid
- John Sharp - Bossul
- Deogratias Huerta - Attila
- Patty Shepard - Liza
- Manuel de Blas - Paganini
- Luis Barbero - Geremia
- Donald Pleasence - doctorul
- Emilio Laguna - directorul orchestrei
- Vincenzo Maggio - om din localul lui Boss

### Dubluri în limba italiană
- Pino Locchi - Kid
- Glauco Onorato - Ben
- Oreste Lionello - doctorul

## Despre film
Filmul a fost coprodus de studiourile Filmayer (din Spania) și Capital Film (din Italia), fiind filmat în principal în Italia (la Roma și Poggio San Romualdo) și în Spania (la Madrid), atelierul lui Ben aflându-se localizat lângă Puente de Toledo și stadionul Vicente Calderón. Mulți dintre participanți sunt actori spanioli precum Luis Barbero, Emilio Laguna, Manuel de Blas și figuranții necunoscuți pe atunci Fernando Esteso și Andrés Pajares (care au apărut în luptele dintre oamenii mafioților și cei doi protagoniști).
Atenție, nu ne supărați a primit în 1975, în Germania, Premiul Goldene Leinwand decernat filmelor la care s-au vândut peste 3 milioane de bilete la cinematografele germane.